# Frickgau
Le Frickgau est une région historique situé au nord-ouest de l'actuel canton d'Argovie en Suisse.

## Histoire
Le Frickgau était un pagus ou gau dont les seigneurs d'Alt-Homberg étaient comtes au XIIe siècle. Les droits comtaux passèrent aux Habsbourg au début du XIIIe siècle
Avant le milieu du XVe siècle, le Frickgau se trouva inclus dans les seigneuries de Rheinfelden et de Laufenburg.

## Territoire
Le Frickgau était limité par le Möhlinbach, le Rhin et l'Aar.

## Chapitre rural de Frickgau
Le Frickgau était aussi un des onze chapitres ruraux de l'ancien diocèse de Bâle.